# Unirea Banatului cu România
Unirea Banatului cu România a fost proclamată pe 1 decembrie 1918 la Marea Adunare Națională de la Alba Iulia. Preluarea de facto și de jure a administrației Banatului de către autoritățile românești s-a desfășurat cu întârziere și cu mare greutate, datorită prezenței în regiune a trupelor sârbe și franceze. Administrația românească s-a instalat în Banat abia un an mai târziu, unirea fiind consfințită de intrarea trupelor românești în Timișoara pe 3 august 1919. Deși România revendicase Banatul în cadrul granițelor sale naturale, până la Tisa și Dunăre, Banatul a fost în cele din urmă împărțit între Regatul României (aproximativ 2/3) și Regatul sârbilor, croaților și slovenilor (aproximativ 1/3).

## Cadrul general politic al Unirii

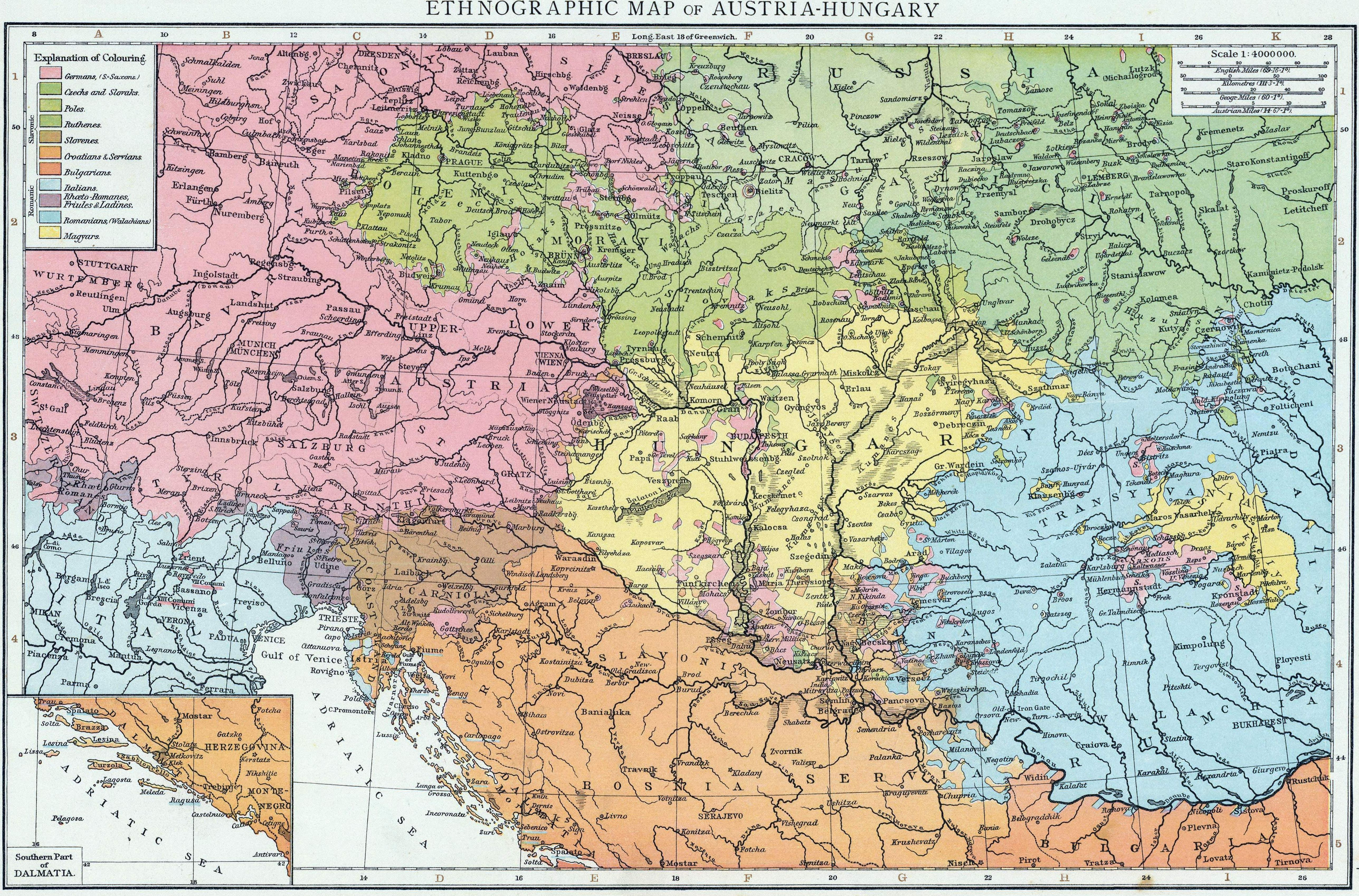
Harta etnică a Austro-Ungariei și României

Situația din Banat în toamna anului 1918 devenise tot mai tensionată. Acțiunile de protest din regiunile urbane s-au înmulțit. Pe 6 și 20 octombrie, la Timișoara au avut loc demonstrații pentru încheierea ostilităților militare. La 26 octombrie, participanții la manifestația organizată pe străzile orașului au dărâmat statuia generalului austriac Antoniu Scudier precum și monumentul lui Coronini Publicația locală Temesvári Hírlap consemna că statuia „a fost dărâmată cu o rangă. Nu are importanță de cine. Nici nu merită să mai fie ridicată. Ea reprezenta o lume veche, dispărută, militarismul, servilismul și închinarea la idoli” 
La 31 octombrie 1918, a avut loc o mare demonstrație de stradă la Timișoara. În aceeași zi, în sala cazarmei militare, a avut loc o întrunire a celor mai importante personalități politice și militare locale și s-a înființat un Consiliu Național al Banatului, condus de dr. Aurel Cosma. În zilele următoare, soldații întorși de pe front, revoltați de lipsurile în care se zbăteau familiile lor iau cu asalt conacele celor avuți, împărțind celor înfometați stocurile de alimente și de alte bunuri rechiziționate. În multe localități, autoritățile făceau apel la aparatul represiv. Jandarmii și așa numitele „gărzi de oțel” intervin cu brutalitate, mulți locuitori nevinovați căzând victime măcelurilor Românii din Banat s-au constituit în Consilii și Gărzi naționale românești, ca răspuns la dezordinea care se crease, la atrocitățile jandarmilor și ale „gărzilor de oțel” ungurești. Lupta lor pentru emancipare națională și autodeterminare intra acum în ultima fază.

## Proclamarea Republicii Autonome Bănățene
Cu o zi înainte, dr. Otto Roth, membru în conducerea Partidului Social Democrat din Ungaria și locotenentul colonel Albert Bartha, șeful Statului Major al Comandamentului Militar Timișoara, au participat, în Budapesta la întrunirea liderilor politici maghiari. Întorși la Timișoara, au convorbiri, în seara de 30 octombrie, cu fruntașii maghiari locali și decid ca la adunarea populară din ziua următoare, care încheia demonstrația de stradă, să proclame Republica Autonomă Bănățeană, în cadrul Ungariei și să înființeze „Sfatul Poporului din Banat”, subordonat guvernului din Budapesta. Lider avea să fie  dr. Otto Roth, iar comandant al armatei Albert Bartha. La adunarea din 31 octombrie, dr. Otto Roth a proclamat Republica Bănățeană și a declarat că va rămâne atașat noului guvern maghiar. Manevra însă nu a fost deloc agreată de români, care o vedeau ca pe o încercare de a împiedica unirea Banatului cu Regatul României.  Fruntașii românilor au părăsit consfătuirea și, într-o întrunire separată, au alcătuit „Consiliul Militar Național Român”, având ca președinte pe dr. Aurel Cosma. Acesta răspundea deciziilor lui Otto Roth astfel:  „Noi, românii, nu putem primi propunerea domnului Otto Roth. Aspirațiile neamului nostru ne îndeamnă să urmăm altă cale. Vom constitui Consiliul nostru național.”

## Adunarea românilor din 31 octombrie
În seara de 31 octombrie, mii de români din Timișoara și satele învecinate au participat la o impresionantă adunare națională în Piața Libertății. Această adunare a aprobat cu ovații cuvintele rostite de dr. Aurel Cosma: „De astăzi înainte s-au rupt pentru totdeauna lanțurile robiei națiunii române." Consiliul Militar Național Român s-a impus încă din primele zile ca o importantă forță politică, iar prin Comitetul Executiv a susținut interesele locuitorilor români și a acționat cu hotărâre pentru Unirea Banatului cu România. Consiliul avea să aibă avea o contribuție majoră la impulsionarea procesului de instaurare a conducerii politico-administrative în localitățile bănățene. Într-un comunicat adresat populației, Consiliul Național a declarat că s-a atașat Consiliului Național Român Central de la Arad și avea să recunoască doar dispozițiile acestuia din urmă. Era o declarație fermă prin care respingea ideea maghiară a autonomiei Banatului sub forma Republicii Bănățene și totodată o exprimare limpede a voinței bănățenilor de Unire cu România.
Tot în ziua de 31 octombrie s-a constituit „Sfatul Național Militar al Șvabilor” din Banat, având ca lider pe locotenentul colonel Albert Fuchs.

## Armistițiul dintre Ungaria și Antanta
La 10 noiembrie, Consiliul Național Român Central cu sediul la Arad, a trimis o notă ultimativă Consiliului Național Maghiar pentru predarea guvernării și administrației Banatului și Transilvaniei. Nota avea termen 2 zile. Budapesta a cerut o prelungire cu 48 ore a termenului, până pe 14 noiembrie. Guvernul maghiar începuse tratativele de pace cu Antanta și a încheiat armistițiul cu aceasta chiar la 13 noiembrie, la Belgrad.
Convenția de armistițiu a complicat planurile românilor de a prelua Banatul. Antanta convenise cu Ungaria ca soarta Banatului să fie definitivată după Conferința de Pace. În baza unei Convenții Militare semnate la Belgrad, armata maghiară trebuia să se retragă la nord de Mureș, iar teritoriul evacuat să fie ocupat de forțele aliate sârbe și franceze.

## Ocuparea Banatului de către armata sârbă
| [[Fişier:\|150px\|alt=\|Oferta neoficială de extinderi teritoriale făcută Serbiei și Muntenegrului în august 1915, în urma semnării tratatului de la Londra]] |  | |
| Oferta neoficială de extinderi teritoriale făcută Serbiei și Muntenegrului în august 1915, în urma semnării tratatului de la Londra                           |  | Redesenarea hărții politice a Europei, după cum era arătată în „Notă către Președintele Wilson”, ianuarie 1917 |

Sesizând oportunitatea creată, trupele sârbe au trecut Dunărea chiar înainte de parafarea acordului de armistițiu și au ocupat orașul Biserica Albă (Bela Crkva), unde au instaurat administrația sârbească. La 14 noiembrie 1918, sârbii au ocupat Timișoara, iar la 20 noiembrie au ajuns la Mureș și s-au desfășurat pe linia Szeged –  Lipova. Imediat, comandamentul sârb a preluat administrația militară a Banatului, a dizolvat gărzile naționale, iar mai târziu a preluat și administrația civilă. În acest timp, armata română era ocupată cu neutralizarea trupelor germane ale generalului Mackensen.
Ajunse la Timișoara, trupele sârbești au fost întâmpinate cu amiciție, ca trupe ale Antantei, deci aliate României. La scurt timp însă, lucrurile s-au schimbat radical, după ce românii bănățeni au devenit ținta predilectă a persecuțiilor noii administrații.
Inițial, sârbii au deținut doar administrația militară și au lăsat administrația civilă pe mâna maghiarilor. Ambele însă vedeau în români primejdia cea mai mare. Noile autorități au trecut la anihilarea sistematică a mișcării naționale românești, la desființarea consiliilor naționale române și a gărzilor românești. În funcțiile oficiale au fost numiți tot mai mulți sârbi. Otto Roth și reprezentanții social-democraților din rândul minorităților maghiare și șvăbești vedeau în armata sârbă un ajutor pentru perpetuarea stăpânirii maghiare. Ei sperau în continuare că războiul se va termina cu o Ungarie Mare, care să cuprindă și Banatul. Pe de altă parte, sârbii duceau în occident o puternică propagandă pentru cauza lor, urmărind politica „faptului împlinit" și încheierea războiului cu un Banat aflat de facto sub suveranitate sârbească.

## Marea Adunare Națională de la Alba Iulia și proclamarea unirii Banatului cu România
În ciuda restricțiilor și impedimentelor de tot felul impuse de trupele de ocupație, mii de bănățeni au răspuns la chemarea Consiliului Național Central și s-au îndreptat către Alba Iulia pentru a lua parte la Marea Adunare care avea să proclame Unirea. Alegerea delegaților a fost un eveniment de mare importanță pentru comunitățile românești. Procesul de alegere a fost pe toate căile împiedicat să aibă loc, iar cei care au reușit să fie aleși, au fost împiedicați să părăsească Banatul. Armata sârbă a patrulat constant granița cu Ardealul pentru a împiedica trecerea bănățenilor în Ardeal. Unul din cele mai păzite locuri era punctul de trecere de la Bouțari. Însăși episcopul de Caransebeș, Miron Cristea, unul dintre vicepreședinții Adunării și viitorul Patriarh al României, a fost reținut o zi și o noapte în gara de la Bouțari, dar a reușit totuși să treacă. Așteptat cu însuflețire la Alba Iulia, a ajuns aici cu o zi întârziere, dar la timp pentru a participa la actul solemn

Animație cu schimbările granițelor României între 1859-2010

Delegația bănățenilor a avut în final 359 de membri oficiali, reprezentând toate categoriile sociale și principalele organizații politice, sociale și culturale bănățene. Pe lângă aceștia au participat un număr mare de români bănățeni de pe întreg cuprinsul Banatului. Se estimează că au participat români din cel puțin 255 de localități bănățene
Dar participarea ar fi fost și mai mare dacă autoritățile sârbești de ocupație n-ar fi împiedicat mai mulți delegați să se îndrepte către Alba Iulia, fiind reținuți sau împiedicați să părăsească localitățile de reședință, „călătoria la Ardeal fiind interzisă” . În fruntea delegației s-a aflat o serie de personalități de prim-rang din viața publică a românilor bănățeni, de un șir de delegați din rândurile preoților (printre care și episcopii Miron Cristea și Valeriu Traian Frențiu), zeci de profesori și învățători aleși delegați de satele și localitățile de baștină.
Marele Sfat Național Român avea în componența sa 44 de membri din tot cuprinsul Banatului. Printre cei 6 secretari se aflau și bănățenii Caius Brediceanu și Traian Novac. Adunarea a proclamat fără echivoc: 
| “ | Adunarea Națională a tuturor românilor din Transilvania, Banat, Țara ungurească, adunați prin reprezentanții lor îndreptățiți la Alba Iulia, în ziua de 18 noiembrie/1 decembrie, decretează Unirea acestor români și a teritoriilor locuite de dânșii cu România. | ” |

În același timp, pe întreg cuprinsul Banatului, de la satele cele mai mici până la orașele mari, s-au organizat manifestări și ceremonii solemne, însoțite de urale, arborări de steaguri, cântece și dansuri, salve de armă.

## Administrația sârbească a Banatului
După proclamarea Unirii, persecuțiile armatei sârbe s-au intensifică și s-au generalizat de-a lungul întregii zone de ocupație. Astfel, despre situația românilor din Banat sub administrație sârbească, maiorul Alexandru Dumitrescu raporta Marelui Cartier General Român la 11 decembrie 1918: „În Banat se duce acum o luptă îndârjită asemănătoare cu aceea pe care o duceau ungurii înainte contra românilor. Zilnic se fac internări și arestări de români din diferite localități din Banat și actualmente Aradul are un mare număr de români din Banat refugiați de frica persecuției autorităților militare sârbe.” 
Între timp în Banat a sosit generalul francez Berthelot, favorabil cauzei românilor. Ca urmare a intervențiilor acestuia și ale reprezentanților Consiliului Dirigent pe lângă Antantă, s-a decis retragerea treptată a trupelor sârbești și preluarea de către trupele franceze. Acestea au preluat estul Banatului în ianuarie 1919.

## Partajarea Banatului
În 1919, Banatul a fost împărțit între Regatul României și Regatul Serbiei, Croaților și Slovenilor (numit mai târziu Regatul Iugoslaviei). Revendicarea sârbilor nu se baza pe vreun drept istoric, ci pe existența a 250.000 de sârbi locuitori la nord de Dunăre. Alt argument al sârbilor a fost poziția geografică a capitalei Belgrad, aflată exact la granița cu Banatul și, prin urmare, vulnerabilă din punct de vedere strategic și militar.
Mai târziu, o ultimă încercare de independență a venit din partea germanilor din Banat, care, în data de 16 aprilie 1920, au trimis o petiție la Conferința de Pace de la Paris, cerând reinstituirea republicii, care ar fi inclus nu doar Banatul, dar și regiunea vecină Bácska. Noua republică urma, după planurile germanilor, să fie împărțită în cantoane, care să fie administrate de grupurile etnice majoritare din fiecare canton. Conferința de Pace de la Paris a refuzat însă această propunere.
În 11-13 iunie, Consiliul Suprem al Conferinței de Pace de la Paris a comunicat României decizia finală privind granița dintre România și Ungaria și dintre România și Serbia. Astfel, două treimi din Banat reveneau României și o treime revenea Serbiei.

### Banatul românesc
În 28 iulie, administrația română s-a instalat în Banat. Gheorghe Dobrin a fost numit prefect pentru județul Severin cu sediul la Lugoj, iar Aurel Cosma pentru județul Timiș-Torontal, cu sediul la Timișoara.
La 3 august 1919 în Timișoara au intrat primele unități ale armatei române, sub comanda colonelului Economu, în uralele mulțimii entuziasmate. În piața din centrul orașului, care de atunci se va numi „Piața Unirii”, armata a fost primită de oficialitățile locale și de reprezentanți ai minorităților. Pentru a pecetlui actul unirii Banatului cu România, au sosit la Timișoara de la Arad prim-ministrul Ion I.C. Brătianu și ministrul Consiliului Dirigent Ștefan Cicio-Pop. În ziua următoare Regatul României a încheiat tratatul cu puterile aliate în urma căruia Banatul intra în granițele României Mari.

## Marea adunare populară de la Timișoara
La 10 august 1919 se ține la Timișoara o mare adunare populară a tuturor bănățenilor, veniți în număr de peste 40.000, din toate colțurile provinciei, să consfințească unirea Banatului cu România. Adunarea adoptă o rezoluție prin care declară:
1. Declarăm unirea pe vecie a întregului Bănat cu Statul român sub sceptrul dinastiei române.
2. Jurăm credință și supunere M.S. Regelui Ferdinand I, domnitorul tuturor românilor.
3. Aducem omagiile noastre glorioasei armate române pentru măreața operă și jertfă depusă pe altarul dezrobirii noastre de sub jugul de o mie de ani, pentru învingerea bolșevismului maghiar și pentru intrarea triumfală în capitala Ungariei.
4. Luăm cu mulțumirea la cunoștință hotărârile Suveranului nostru și a sfetnicilor săi de a impune tuturor respectarea drepturilor istorice, teritoriale și suverane ale statului și neamului românesc.
5. Pretindem respectarea tratatului din 4 august 1916, încheiat de către Regatul român cu marile puteri aliate, pretindem întreaga provincie „Banatul” cu hotarele sale naturale Dunărea, Tisa și Mureșul, din punct de vedere istoric, etnografic și economic, protestăm prin urmare contra oricărei încercări de schimbare arbitrară a hotarelor României Mari.
6. Protestăm contra oricărei încercări de a știrbi, sub orice pretext, suveranitatea neamului și statului românesc, contra oricărui amestec în chestiunile interne ale statului român. [...][10]

## Trasarea definitivă a granițelor Banatului românesc
La Conferința de Pace de la Paris, prim-ministrul Ion I.C. Brătianu a cerut recunoașterea granițelor unei Românii care includea întreg Banatul, cu granița pe Tisa inferioară până la vărsarea acesteia în Dunăre și apoi cursul Dunării. Conferința însă a decis linia de demarcație care s-a păstrat până astăzi, cu excepția unei rectificări care a avut loc în 1923. La 24 noiembrie 1923, România și Regatul Sârb au încheiat la Belgrad un protocol pentru rectificare de frontieră. România a cedat Iugoslaviei satele Meda (Međa, Párdány), Modoș (Jaša Tomic), Șurian (Šurjan), Căptălan (Busenje), Crivobara (Markovićevo) și Gaiu Mare (Veliki Gaj, Nagy Gaj), în timp ce Regatul Iugoslaviei a cedat României satele Beba Veche (Stara Beba, Óbéba), Cherestur (Krstur, Pusztakeresztúr), Ciortea (Csorda) și Iam (Jám) și orașul Jimbolia (Žombolj, Zsombolya). Rectificarea efectivă a avut loc la 10 aprilie 1924.